# Synergus incrassatus
Synergus incrassatus är en stekelart som beskrevs av Hartig 1840. Synergus incrassatus ingår i släktet Synergus och familjen gallsteklar. Arten är reproducerande i Sverige. Inga underarter finns listade i Catalogue of Life.